# Jack Butler
John Dennis "Jack" Butler (Colombo (Sri Lanka), 14 augustus 1894 - ?, 5 januari 1961) was een Engels voetballer die speelde als middenvelder. Hij voetbalde 16 seizoenen bij Arsenal FC en speelde één wedstrijd voor het Engels voetbalelftal. Na zijn spelersloopbaan was Butler voetbaltrainer en bondscoach van het Belgisch voetbalelftal.

## Loopbaan

### Als speler
Butler werd geboren in Colombo (in het huidige Sri Lanka) uit Engelse ouders. Als kind keerde hij terug naar Engeland en speelde bij de jeugd van Dartford FC en Fulham Thursday. In 1913 tekende hij voor Fulham FC en het seizoen daarop trok Butler naar Arsenal FC. In zijn eerste seizoen speelde Butler in de reserveploeg van Arsenal. Toen de Eerste Wereldoorlog uitbrak ging Butler naar de Royal Artillery van het Brits leger en diende hij in Frankrijk.
Het was pas in 1919 dat Butler zijn debuut maakte in het eerste elftal van Arsenal als centerhalf, een centrale diepspelende middenvelder. In zijn eerste seizoenen ondervond Butler op zijn positie nog veel concurrentie en belandde hij regelmatig naast de ploeg maar vanaf het seizoen 1924-1925 werd Butler de onbetwiste centerhalf van Arsenal. In dat seizoen speelde Butler ook zijn enige wedstrijd met het Engels voetbalelftal tegen België. De volgende vier seizoenen was Butler een vaste waarde bij Arsenal en hij behaalde met de ploeg in 1927 de finale van de FA Cup die met 1-0 werd verloren tegen Cardiff City FC.
Door de versoepeling van de buitenspelreglementering ging Arsenal vanaf dan in een andere veldbezetting spelen. De centerhalf ging meer verdedigend spelen met de twee vleugelspelers als stopper. Dit systeem lag Butler minder goed en hij verliet de club in 1930. Hij speelde in totaal 296 wedstrijden voor Arsenal en scoorde hierin acht doelpunten.
Butler ging naar Torquay United FC en bleef er nog twee seizoenen actief. Hij speelde er 50 wedstrijden en scoorde hierin twee doelpunten.

### Als voetbaltrainer
In 1932 kreeg Butler de kans om trainer te worden in België. Hij trok naar Daring Club Brussel en bleef er de coach tot aan het uitbreken van de Tweede Wereldoorlog. Met de club, die hij volgens de nieuwe Arsenal-bezetting liet spelen, behaalde Butler twee landstitels (1936 en 1937) en tweemaal de tweede plaats (1934 en 1938).
In 1935 werd Butler eveneens bondscoach van het Belgisch voetbalelftal. Met de ploeg wist hij zich te plaatsen voor het Wereldkampioenschap voetbal 1938 in Italië maar de nationale ploeg werd er in de eerste ronde uitgeschakeld. Tot aan het uitbreken van de oorlog zat Butler bij 31 wedstrijden op de trainersbank.
Na de oorlog was Butler nog trainer bij Leicester City FC (tot 1946), Torquay United FC (1946-1947), Crystal Palace FC (1947-1949) en Colchester United FC (1953-1955).